# Galbiate
Galbiate är en ort och kommun i provinsen Lecco i regionen Lombardiet i Italien. Kommunen hade 8 513 invånare (2018).